# 애로우 3

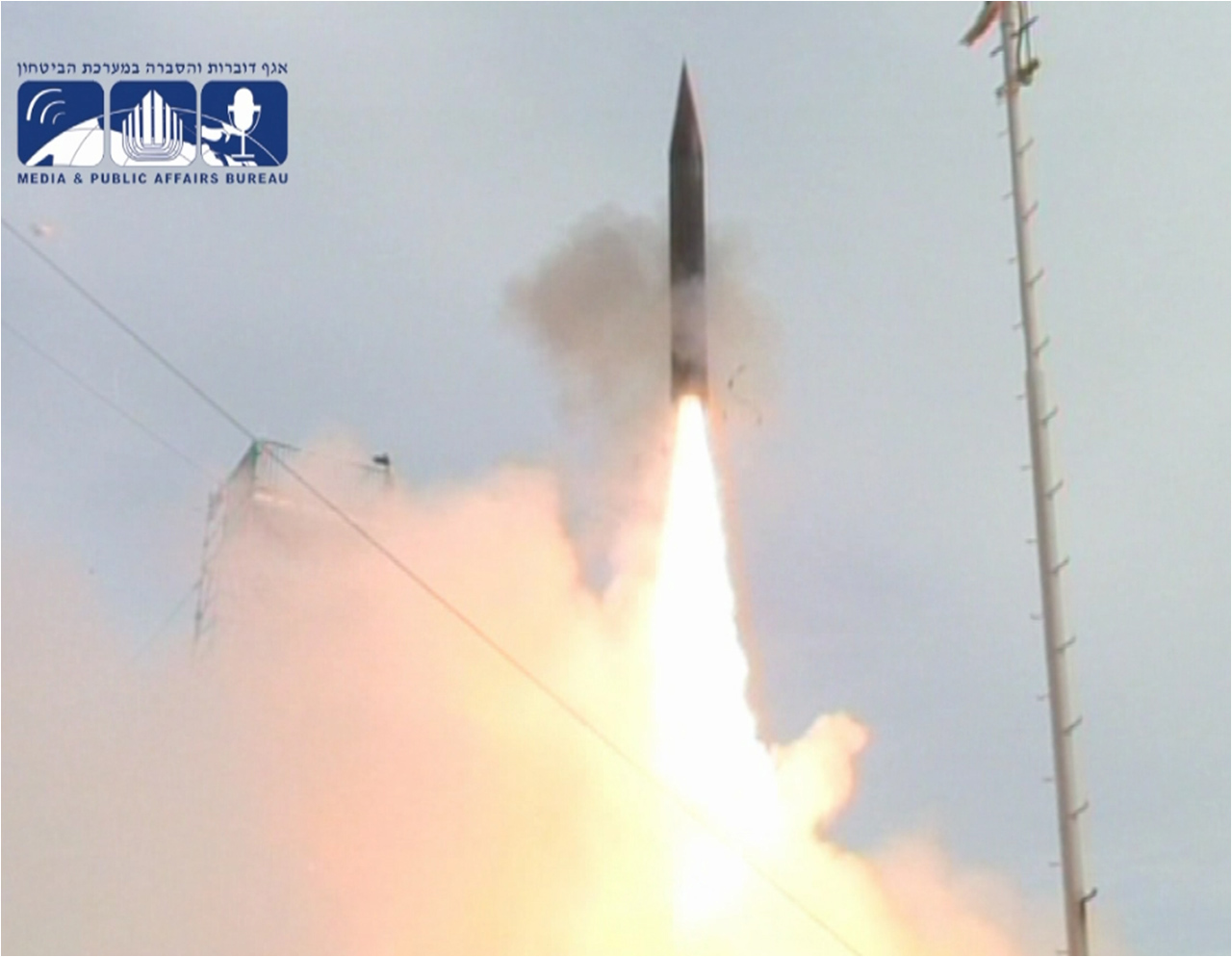
2013년 시험발사중인 애로우 3

애로우 3는 이스라엘이 독자적으로 개발한 사드 시스템이다. 애로우 2를 업그레이드했다. 

## 역사
애로우 3는 외기권 초음속 대탄도 미사일이다. 이스라엘 IAI와 미국 보잉이 공동개발했으며, 이스라엘 국방부의 호마와 미국 미사일 방어국이 감독했다. 2008년 8월, 미국과 이스라엘은 명중률 99%인, 우주에서의 요격수단인 애로우 3 개발을 결정했다. IAI와 보잉의 합작개발 사업이다. 보잉이 제품의 40-50% 정도 생산책임을 지고 있다. 미사일의 사거리는 2,400 km (1,500 mi)이다.
이스라엘 우주국 국장에 따르면, 애로우 3는 위성공격무기로도 사용될 계획이라고 한다. 이로써 이스라엘은 전세계에서 위성 요격 능력을 갖춘 극소수의 국가가 되었다.
애로우 1의 그린파인 레이다 블록-A, 애로우 2의 그린파인 레이다 블록-B 보다 장거리 레이다인 그린파인 레이다 블록-C가 개발될 것이다.
2011년, IAI는 애로우 3의 사전 테스트를 시작했다. 구체적으로 무슨 시험인지는 밝히지 않았다.
2012년 1월 23일, 이스라엘 국방부는 최근 팔마침 공군기지에서 성공한 미사일 발사 시험과 관련한 사진들과 동영상을 공개했다. 요격 미사일의 추진 시스템과 추적 센서를 체크했다.
2012년 1월 23일, IAI는 미국 보잉과의 애로우 3 공동개발 합의를 발표했다. 보잉은 애로우 3 시스템의 40-50% 정도를 책임진다.
2013년 1월 25일, 팔마침 공군기지에서 애로우 3 시험발사를 했다. 미사일 제어, 엔진을 체크했다. 국방부 고위 관계자는 초음속에 성공하여 고도 100 km (62 mi)인 우주에 진입했다고 밝혔다. 엔진은 6분간 연소되었다.
2014년 1월 3일, 팔마침 공군기지에서 애로우 3 시험발사를 했다. 요격 미사일이 우주에 진입해 가상의 적 미사일을 향해 상당한 거리를 유도 비행했다. 요격 미사일의 엔진 2개를 시험했는데, 하나는 우주로 진입하는 부스터 엔진이며, 다른 하나는 우주에서 기동을 하는데 사용하는 엔진이다.
2019년 7월, 미국 알래스카주 코디액의 태평양우주발사기지에서 애로우 3는 적 로켓 3발을 성공적으로 요격했다. 그 중 한발은 대기권 밖에서 요격했다.

## 특징
2009년 6월, IAI는 애로우 3의 특허기술인 외기권 요격 기술을 공개했다. 애로우 2처럼 2단 고체연료 미사일인데, 히트투킬 기술이 적용되었다. 액체 연료나 가스를 추진체로 사용하는 대부분의 외기권 요격체와 달리, 새로운 이스라엘의 외기권 요격체(kill vehicle)는 기존의 탄도 미사일이 사용하는 고체연료 추력편향 제어 방식을 사용한다.
IAI의 수석 미사일 디자이너 조셉 하손(Joseph Hasson)은 동료 Galya Goldner와 함께 새로운 외기권 요격체의 특허기술을 개발했다. 그는 이 개념이 기존에 개발된 기술들에 기초하기 때문에, 비교적 단순하고, 신뢰성 있으며, 저렴하다고 말한다.
IAI는 2009년 6월 파리 에어쇼에서 실제 크기 애로우 3 미사일과 외기권 요격체를 전시했다.
애로우 3는 대량살상탄두를 탑재한 탄도 미사일을 고도 100 km (62 mi) 이상에서 요격할 수 있다. 구축함에서도 발사할 수 있다.
애로우 3 포대는 일제 사격한 5발 이상의 탄도 미사일들을 30초 안에 요격할 수 있다. 애로우 3는 탄도 미사일이 날아올 우주 상공으로 발사된다. 그 후 탄도 미사일의 비행궤도가 정확하게 식별되면, 애로우 미사일은 추력편향 제어 노즐을 사용해 궤도 수정을 하여 히트 투 킬 방식으로 목표물에 명중한다.
애로우 3는 30년 수명의 비용을 줄였다. 애로우 2의 발사 시스템을 그대로 사용한다. 대당 가격은 200-300만 달러이다. 개발비는 3년 이상이 걸렸으며, 대략 7억-8억 달러(1조원)가 들었다. 한국은 L-SAM을 개발중인데, 2023년 최초 포대가 실전배치될 것이며, 개발비 1조원으로 책정되어 있다. 애로우 3와 매우 비슷한 개발비다. 한국은 애로우 3의 그린파인 레이더 블록-C 2대를 3300억원에 수입하기로 결정했는데, 아마도 L-SAM의 레이더로 사용할 것으로 추정된다.
대당 300만 달러라는 것은, 미사일 한 발의 가격이 300만 달러라는 것으로 추정된다. 한국은 애로우 3의 그린파인 레이더 블록-C 2대를 3300억원에 수입하기로 결정했다. 애로우 3 한 개 포대는 24발의 미사일로, 한발에 300만 달러면, 모두 7200만 달러(800억원)이다. 여기에 레이더가 하나에 1700억원이라고 하니, 포대당 가격은 2500억원 정도로 추정된다. 미국 사드는 미사일 48발에 레이더 하나인데 1조원이다. 대략 절반값으로 추정된다.
이스라엘 우주국 국장인 Yitzhak Ben Yisrael 교수는 애로우 3로 위성 요격이 가능하다고 말한다.

## 생산
미국에 위치한 IAI 계열사인 스타크에서 미사일을 생산한다. 2018년 9월 최초의 제품을 인도했다.

## 배치
제인스 디펜스 위클리에 따르면, 애로우 3 포대를 위한 기지 공사는 2014년말 완료되었다. 4개의 발사대에 각각 6발의 애로우 3 미사일이 탑재되어 모두 24발로 한 개 포대를 구성한다. 2017년 1월 18일 운용을 개시했다.

## 대한민국
한국은 애로우 2의 그린파인 레이다 블록-B 2대를 수입해 충남과 충북에 배치하고 있다. 추가 도입 결정으로 애로우 3의 그린파인 레이다 블록-C 2대를 3300억원에 도입할 계획이다.

## 제원
- 제작사: IAI, 보잉
- 엔진: 2단 고체연료
- 무게: 애로우 2 1300 kg의 절반
- 수명: 30년
- 유지비: 애로우 2의 절반
- 발사대: 애로우 2 발사대, 구축함 VLS
- 요격방식: 애로우 2는 파편폭풍형, 애로우 3는 히트투킬

애로우 2 보다 속도는 빨라지고, 크기는 약간 작아졌다.

## 같이 보기
- 사드 - 미국판 애로우 3
- L-SAM - 한국판 애로우 3